# Michela Marzano
Michela Marzano (Roma, 20 de agosto de 1970) es una filósofa, política y escritora italiana.

## Biografía
Estudió en Pisa, en la Universidad de Pisa y en la Escuela Normal Superior de Pisa, y más tarde en Roma, en la Universidad Sapienza. Desde 1999 vive en Francia, donde es profesora de filosofía en la Universidad de París V Descartes.
En las elecciones generales de Italia de 2013 fue elegida diputada por Lombardía con el Partido Democrático de Pier Luigi Bersani, que abandonó en 2016 pasando al grupo mixto, porque ese partido no contemplaba la posibilidad de que las parejas del mismo sexo adoptaran. 

## Obra

### Enfrancés
- 2002:Penser le corps
- 2005:La fidélité ou l'amour à vif
- 2005:Alice au pays du porno (con Claude Rozier)
- 2005:Le Corps: Films X : Y jouer ou y être
- 2006:Je consens, donc je suis... Éthique de l'autonomie
- 2007:La philosophie du corps
- 2007:Dictionnaire du corps
- 2007:La mort spectacle
- 2007:La pornographie ou l'épuisement du désir
- 2008:L'éthique appliquée
- 2008:Extension du domaine de la manipulation, de l'entreprise à la vie privée
- 2009:Visage de la peur
- 2009:Le Fascisme. Un encombrant retour?
- 2010:L'éthique appliquée
- 2008:Extension du domaine de la manipulation
- 2010:Le contrat de défiance
- 2012:Légère comme un papillon

### Enitaliano
- 2004:Straniero nel corpo. La passione e gli intrighi della ragione
- 2009:Estensione del dominio della manipolazione. Dalla azienda alla vita privata
- 2010:Sii bella e stai zitta. Perché l'Italia di oggi offende le donne
- 2010:La filosofia del corpo
- 2011:La fedeltà o il vero amore. con M. Albertella
- 2011:Etica Oggi. Fecondazione eterologa,  guerra giusta
- 2011:Volevo essere una farfalla
- 2011:Cosa fare delle nostre ferite. La fiducia e l'accettazione dell'altro
- 2012:Avere fiducia. Perché è necessario credere negli altri (trad. de Francesca Mazzurana)
- 2012:La fine del desiderio: riflessioni sulla pornografia
- 2012:Gli assassini del pensiero. Manipolazioni fasciste di ieri e di oggi
- 2013:L'amore è tutto. È tutto ciò che so dell'amore
- 2013:La morte come spettacolo
- 2014:Il diritto di essere io
- 2015:Non seguire il mondo come va. Rabbia, coraggio, speranza e altre emozioni politiche (con Giovanna Casadio)
- 2015:Papà, mamma e gender
- 2017: L'amore che mi resta
- 2019: Idda